# 경식야구
경식야구(硬式野球)는 코르크 등을 재료로 사용한 공 등을 사용하는 야구를 말한다. 상대적인 표현으로 연식 야구가 있다.